# دیونیس میلتی
دیونیس ملطی یا دیونیسیوس میلتی تاریخ‌نگار یونانی اهل ملط بود. دربارهٔ وی اطلاعات بسیار کمی وجود دارد. برخی منابع می‌گویند در اواسط قرن دوم قبل از میلاد در اسکندریه زندگی می کرده‌است، البته این احتمال هم وجود دارد که در قرن پنجم قبل از میلاد زندگی کرده بوده باشد.